# Nazionale maschile di pallanuoto della Macedonia del Nord
La nazionale di pallanuoto maschile macedone (Машката ватерполо репрезентација на Македонија) è la rappresentativa pallanuotistica della Macedonia del Nord nelle competizioni internazionali.

## Storia
La squadra esiste dal 1991, da allora si è qualificata a due Europei ed un Mondiale.

## Risultati
Mondiali
- 2009: 14º posto

Europei
- 2007 (Europeo B): 4º posto
- 2008: 8º posto
- 2010: 12º posto
- 2012: 11º posto

World League
- 2010: Turno di qualificazione
- 2011: Turno di qualificazione

## Formazioni
- Europei - Malaga 2008 - 8º posto:

Dalibor Perčinić, Igor Milanović, Ivan Vuksanović, Miroslav Krstović, Nebojša Milić, Sasko Popovski, Marko Mičić, Edi Brkić, Dušan Krstić, Marko Basić, Nenad Petrović, Danijel Benić e Miloš Vrosević.
- Mondiali - Roma 2009 - 14º posto:

Dalibor Perčinić, Anastas Beley, Ivan Vuksanović, Dimitar Dimovski, Nebojša Milić, Dimitar Stojčev, Marko Mičić, Vladimir Krečković, Dušan Krstić, Marko Basić, Nenad Petrović, Danijel Benić e Miloš Vrosević.
- Europei - Zagabria 2010 - 12º posto:

Dalibor Perčinić, Igor Rakunica, Ivan Vuksanović, Zdravko Delas, Nenad Bošančić, Vladimir Krečković, Blagoje Ivović, Edi Brkić, Dimitar Dimovski, Vladimir Latković, Nenad Petrović, Danijel Benić e Bojan Janewski. All.: Stevan Nonković.